# Corticaria fulva
Corticaria fulva är en skalbaggsart som först beskrevs av Comolli 1837.  Corticaria fulva ingår i släktet Corticaria, och familjen mögelbaggar. Arten är reproducerande i Sverige.